# Micha Pansi
Micha Pansi (* November 1964 in der Steiermark) ist eine Schweizer Fantasyautorin.

## Leben
Micha Pansi wurde im November 1964 in der Steiermark in Österreich geboren. Sie wuchs in Österreich und der Schweiz auf, wo sie schon in Kinderjahren begann, Kurzgeschichten und Theaterstücke zu verfassen. Sie lebt und arbeitet in Zürich. Ausserdem spielt sie Gitarre bei ihrer Heavy-Metal-Band Bloodstar.
Die Werke Micha Pansis sind der Fantasy-Literatur zuzuordnen, enthalten jedoch auch einige Horror- und Science-Fiction-Elemente.
Ihre Fantasy-Saga "Der fünfte Stein" besteht aus den drei Romanen "Das Buch der Schlüssel", "Das Buch der Tore" und "Das Buch der Pfade". Für die ersten zwei Bände, "Das Buch der Schlüssel" und "Das Buch der Tore", ist diese im Jahre 2003 erschienene Gesamtausgabe eine Neuauflage, der dritte Band jedoch wurde hier erstmals veröffentlicht. Die Erstausgaben von "Das Buch der Schlüssel" und "Das Buch der Tore" sind im offiziellen Buchhandel vergriffen.

## Werke
Daimonen-Trilogie
- Das Buch der Schlüssel, 2000
  - ISBN 3-453-17882-3
  - ISBN 978-3-453-17882-3
- Das Buch der Tore, 2001
  - ISBN 3-453-17887-4
  - ISBN 978-3-453-17887-8
- Das Buch der Pfade, enthalten im Sammelband Der fünfte Stein, 2003
- Sammelband Der fünfte Stein, 2003
  - ISBN 3-453-87012-3
  - ISBN 978-3-453-87012-3